# أحادي الاستقرار متعدد الذبذبات

شكل مبدئي لأحادي الاستقرار متعدد الذبذبات BJT. المدخلات Z- مرتفعه، ثم ينخفض مؤقتًا، ثم سوف يعود إلى Z- مرتفعه. هذا المثال قابل لإعادة تطبيقه من جديد.

أحادي الاستقرار متعدد الذبذبات، الذي يُطلق عليه أيضًا (one shot) أو مونوفلوب (monoflop)، هو دائرة إلكترونية منطقية متسلسلة تولد نبضة خاريجية. عندما يتم تفعيلها، يتم إنتاج نبضة ذات مدة محددة مسبقًا. ثم تعود الدائرة إلى حالتها المستقرة ولا تنتج المزيد من النتائج حتى يتم تشغيلها مرة أخرى.

## نبذة
يمكن اعتبار أحاديت الاستقرار شكلاً متحيزًا من متعدد الذبذبات حيث يكون مستقرًا في حالة واحدة حتى يتم تفعيلها، ثم ستكون غير مستقرة وسيعود النبض تلقائيًا.
إذا كان التطبيق المتكرر لنبض الإدخال يحافظ على الدائرة في حالة غير مستقرة، فإنه يطلق عليه احادي الاستقرار قابل لتطبيقه من جديد (retriggerable monostable). وإذا لم تؤثر النبضات الإضافية على فترته، فتكون الدائرة أحادية الاستقرار غير قابلة لتطبيقه من جديد (non-retriggerable monostable).

## الدائرة الكهربائية
في أحادي الاستقرار متعدد الذبذبات ، يتم استبدال شبكة مقاومة سعوية واحدة (C 2 -R 3 في الشكل 1 من متعدد الذبذبات ) بشبكة مقاومة (مجرد مقاوم). يمكن اعتبار الدائرة بمثابة متعدد ذبذبات مستقر 1/2. و Q2 جامع الجهد هو ناتج الدائرة (على عكس الدائرة المستقرة، التي لها شكل مربع مثالي موجي لأن النتائج لا يتم تحميلها بواسطة المكثف).

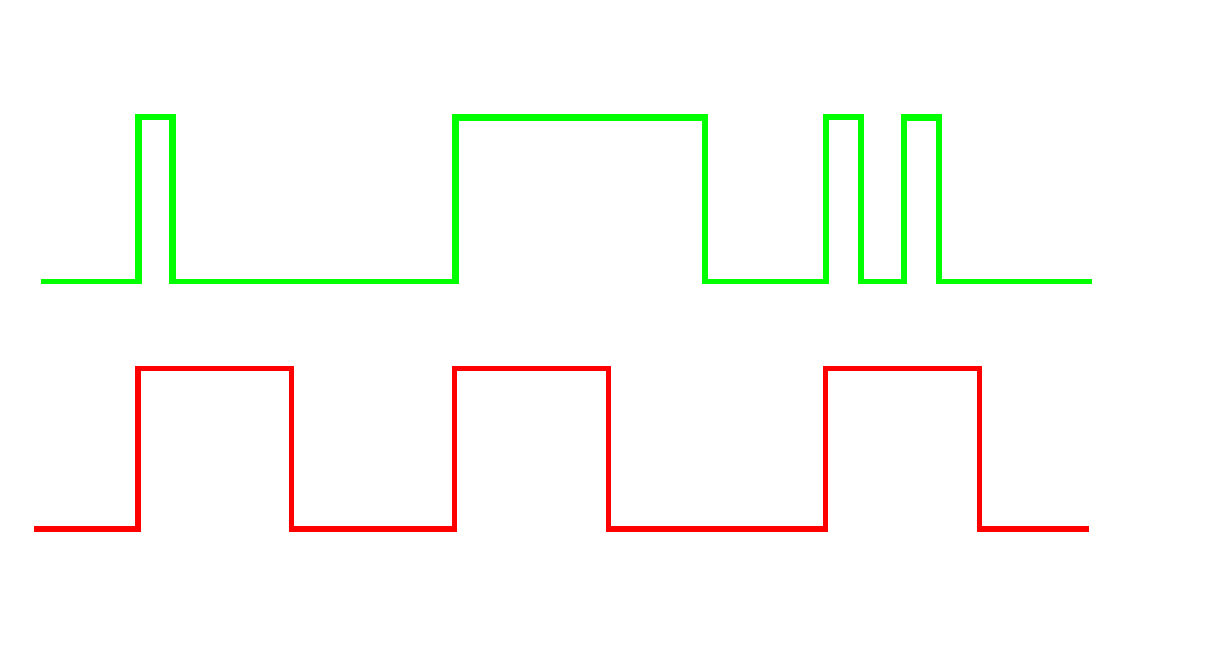
يُظهر الخط الأخضر شكل موجة الإدخال إلى أحادي الاستقرار متعدد الذبذبات. يظهر الخط الأحمر نتائج المحول. ويمكن أن يكون بمثابة مقسم تردد.

عندما يتم تشغيلها بواسطة نبضة إدخال، سيتحول أحادي الاستقرار متعدد الذبذبات إلى وضعه الغير مستقر لفترة من الوقت، ثم يعود إلى حالته المستقرة. والفترة الزمنية التي يظل فيها أحادي الاستقرار متعدد الذبذبات في حالة غير مستقرة يتم اعطائة أو توضيحه بواسطة
t = ln (2) R 2 C 1 .
بالنسبة للدائرة الكهربائية الموضحة، في الحالة المستقرة، يتم إيقاف تشغيل Q1 وتشغيل Q2. يتم تفعيله بواسطة إشارة إدخال صفرية أو سلبية تطبيقً على قاعدة Q2. نتيجة لذلك، تنتقل الدائرة الكهربائية إلى الحالة 1 الموضحة أعلاه. بعد انقضاء الوقت، تعود إلى حالتها الأولية المستقرة. هذا السلوك قابل لتطبيقه من جديد : سيبقى الناتج مرتفعًا طالما أن المدخلات نشطه، وثم سيظل مرتفعًا لفترة الاسترخاء التي تبدأ عند تحرير المدخلات.
يمكن أيضًا تفعيلها عن طريق تطبيق إشارة إدخال موجبة من خلال المقاوم إلى قاعدة Q1 ، على الرغم من أن هذه الطريقة غير قابلة لإعادة تطبيقها : ستبقى النتائج دائمًا مرتفعه لنفس الفترة الزمنية ثم سوف تعود إلى المستوى المنخفض، بغض النظر عما إذا كان تم تحرير المدخل.